# Liste der Kulturdenkmale in Oberriexingen
Die Liste der Kulturdenkmale in Oberriexingen nennt die Kulturdenkmale in der baden-württembergischen Gemeinde Oberriexingen.
| Bild                                    | Lage                                | Koordinaten                      | Objekt | §    |
| --------------------------------------- | ----------------------------------- | -------------------------------- | --- | ---- |
|                                         | Historischer Ortskern               | [ 3 ]                            | Stadtbefestigung mit sämtlichen sichtbaren und in die Bebauung integrierten Mauern und Grabenbereiche (Sachgesamtheit) | § 2  |
|                                         | Backhausgasse 2                     | 48° 55′ 36,75″ N, 9° 1′ 45,63″ O | Backhaus | § 2  |
|                                         | Brunnengasse 3                      | 48° 55′ 33,4″ N, 9° 1′ 45,2″ O   | Gewölbekeller | § 2  |
|                                         | neben Enzgasse 19                   | 48° 55′ 31,1″ N, 9° 1′ 46,1″ O   | Kleines Törle | § 2  |
|                                         | beim Friedhof (vormals Hauptstraße) | 48° 55′ 41,62″ N, 9° 1′ 43,94″ O | Kriegerdenkmal | § 2  |
|                                         | Hauptstraße 3                       | 48° 55′ 36,57″ N, 9° 1′ 45,2″ O  | Ehemaliges Torwärterhäuschen                                                                                           | § 2  |
|                                         | Hauptstraße 5                       | 48° 55′ 36,3″ N, 9° 1′ 45,08″ O  | Wohnstallhaus | § 2  |
|                                         | Hauptstraße 6                       | 48° 55′ 36,5″ N, 9° 1′ 44,4″ O   | Stadtmauer, Türgewände und Hauszeichen                                                                                 | § 2  |
|                                         | Hauptstraße 12                      | 48° 55′ 35,3″ N, 9° 1′ 43,1″ O   | Kelter | § 2  |
|                                         | Hauptstraße 14                      | 48° 55′ 34,76″ N, 9° 1′ 43,01″ O | Rathaus | § 28 |
|                                         | Hauptstraße 18                      | 48° 55′ 34,31″ N, 9° 1′ 42,58″ O | Fachwerkwohnhaus | § 2  |
|                                         | Hauptstraße 20                      | 48° 55′ 33,77″ N, 9° 1′ 42,4″ O  | Schmuckfachwerk-Wohnhaus                                                                                               | § 2  |
|                                         | Hauptstraße 22                      | 48° 55′ 33,29″ N, 9° 1′ 42″ O    | Fachwerk-Einhaus | § 2  |
|                                         | Hauptstraße 24                      | 48° 55′ 32,5″ N, 9° 1′ 41,2″ O   | Evangelische Pfarrkirche St. Georg                                                                                     | § 2  |
|                                         | Hauptstraße 25                      | 48° 55′ 32,56″ N, 9° 1′ 42,65″ O | Ofenfuß am Wohnhaus | § 2  |
|                                         | Hauptstraße 30                      | 48° 55′ 31,04″ N, 9° 1′ 39,95″ O | Fachwerkwohnhaus | § 2  |
|                                         | Hauptstraße 37                      | 48° 55′ 30,24″ N, 9° 1′ 40,38″ O | Fachwerkwohnhaus | § 2  |
|                                         | Hauptstraße 38                      | 48° 55′ 29,96″ N, 9° 1′ 38,96″ O | Fachwerkbau Gasthaus Rappen                                                                                            | § 2  |
| ,                                       | Hauptstraße 49                      | 48° 55′ 28,5″ N, 9° 1′ 37,35″ O  | Wirtshausausleger des Gasthofs zur Linde                                                                               | § 2  |
|                                         | Mühlstraße 2                        | 48° 55′ 29,05″ N, 9° 1′ 36,65″ O | Wohnhaus | § 2  |
| Das Gebäude Mühlstraße 13 links im Bild | Mühlstraße 13                       | 48° 55′ 27,22″ N, 9° 1′ 31,63″ O | Ehemaliges Mühlengebäude                                                                                               | § 2  |
|                                         | Mühlstraße 16                       | 48° 55′ 28,27″ N, 9° 1′ 31,81″ O | Wohn- und Bürogebäude                                                                                                  | § 2  |
|                                         | Obere Gasse 8                       | 48° 55′ 35,2″ N, 9° 1′ 41,3″ O   | Fachwerkscheuer | § 2  |
|                                         | Obere Gasse 11                      | 48° 55′ 33,1″ N, 9° 1′ 40,9″ O   | Pfarrhaus und Garten                                                                                                   | § 2  |
|                                         | Obere Gasse 14                      | 48° 55′ 34,2″ N, 9° 1′ 40,4″ O   | Hauszeichen über Tür                                                                                                   | § 2  |
|                                         | Obere Gasse 15                      | 48° 55′ 32,5″ N, 9° 1′ 39,9″ O   | Altes Schulhaus | § 2  |
|                                         | Flur Reutwald                       | Koordinaten fehlen! Hilf mit.    | Grabhügelgruppe | § 2  |
|                                         | Sersheimer Straße                   | 48° 55′ 42,5″ N, 9° 1′ 43,6″ O   | Grabplatten in Friedhofsmauer                                                                                          | § 2  |
|                                         | Untere Gasse 24                     | 48° 55′ 30,8″ N, 9° 1′ 43,2″ O   | Fachwerkwohnhaus | § 2  |
|                                         | Weilerstraße 14                     | 48° 55′ 43,2″ N, 9° 1′ 38,4″ O   | Römerkeller | § 28 |
|                                         | Gewann Wolfställen                  | 48° 56′ 27,6″ N, 9° 0′ 47,8″ O   | Unterstand für Feldschützen                                                                                            | § 2  |
|                                         | Zwingerstraße                       | 48° 55′ 36,6″ N, 9° 1′ 41,4″ O   | Gewölbekeller in Hanglage (Sachgesamtheit)                                                                             | § 2  |

## Quelle
- Kulturdenkmale in Oberriexingen mit Stand Januar 2006